# Brion (Lozère)
Brion è un comune francese di 102 abitanti situato nel dipartimento della Lozère nella regione dell'Occitania.

## Società

### Evoluzione demografica
Abitanti censiti